# Klareyan
Klareyan is een bestuurslaag in het regentschap Pemalang van de provincie Midden-Java, Indonesië. Klareyan telt 10.653 inwoners (volkstelling 2010).